# Feest- en gedenkdagen

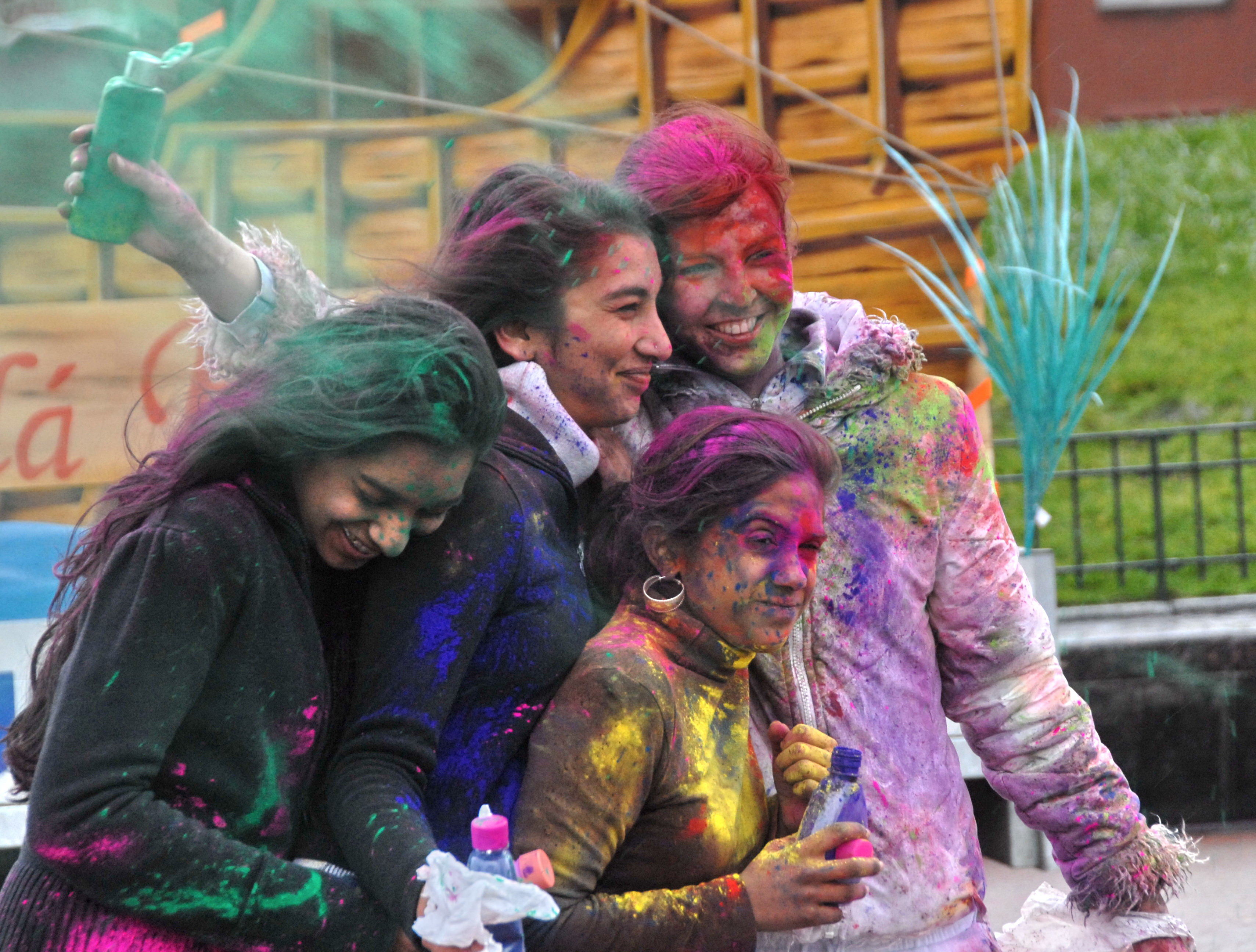
Meisjes tijdens Holi Phagwa

Feest- en gedenkdagen zijn dagen waarin een historische gebeurtenis of historisch feit op nationale of internationale schaal algemeen of door bepaalde groepen in de maatschappij worden herdacht. Feestdagen die bij wet vastgelegd zijn en waarop werknemers doorgaans vrijaf hebben zijn wettelijke of officiële feestdagen.

## Nationale feest- en herdenkingsdagen

### Nederland
De belangrijkste feestdagen in Nederland zijn Koningsdag (27 april; verjaardag van de Koning), en Bevrijdingsdag (5 mei; capitulatie in 1945 van de Duitse troepen in Nederland).

### België
De belangrijkste feestdag in België is de Nationale feestdag (21 juli; de dag waarop in 1831 de eerste koning der Belgen de grondwettelijke eed aflegde als koning).

### Iran
Norooz (of Nowruz) is het Perzische Nieuwjaar, een eeuwenoud lentefeest dat de komst van de lente en een nieuw begin viert, traditioneel gevierd op of rond 20 maart. Nationale feestdag (Rond 20 maart; de dag waarop de lente begint).

### Suriname
Belangrijke feestdagen in Suriname zijn Ketikoti (1 juli; de afschaffing van de slavernij in 1863) en Srefidensi Dey (25 november; de onafhankelijkheid van Suriname in 1975).

### Frankrijk
De belangrijkste feestdag in Frankrijk is de Nationale feestdag (14 juli; bestorming van de Bastille in Parijs waarmee in 1789 de Franse Revolutie begon). Naar de datum wordt deze dag vaak simpelweg aangeduid als "quatorze juillet" (14 juli).

### Verenigde Staten
De individuele staten bepalen wat de officiële feestdagen (en Public Holidays) zijn voor hun staat. Al zijn de openbare instellingen op die dagen meestal gesloten, veel bedrijven volgen niet altijd de aanbeveling van de staat en werken gewoon door.
- New Year's Day, 1 januari
- Martin Luther King Day, derde maandag in januari
- President's Day, derde maandag in februari
- Memorial Day, laatste maandag in mei
- Juneteenth, 19 juni
- Independence Day, 4 juli
- Labor Day, eerste maandag van september
- Columbus Day, tweede maandag in oktober (alleen gevierd in staten met een grotere Italiaanse bevolking)
- Veterans Day, 11 november
- Thanksgiving Day, vierde donderdag in november
- Christmas Day, 25 december

De belangrijkste feestdagen, waarop bijna alle bedrijven zijn gesloten, zijn: New Year's Day, Memorial Day, Independence Day, Labor Day, Thanksgiving Day, en Christmas Day.

## Internationale feest- en herdenkingsdagen

### Verenigde Naties
De Verenigde Naties publiceren een lijst, met daarop bijna 200 internationale herdenkingsdagen (189 in 2021). Bekende dagen zijn onder meer: 
- Internationale Herdenkingsdag voor de Holocaust op 27 januari
- Internationale Vrouwendag op 8 maart
- Internationale Dag van Mensen van Afrikaanse Afkomst op 31 augustus
- Internationale Dag van de Vrede op 21 september
- Internationale Mannendag op 19 november

### Europese Unie
- Europadag, 9 mei

### Afrika
- Afrikadag, 25 mei

## Religieuze feest- en gedenkdagen

### Boeddhistische feest- en gedenkdagen
- drie voornaamste feestdagen:
  - Magha Puja (januari)
  - Vesakha Puja (mei)
  - Asalha Puja (juli)
- overige belangrijke feestdagen:
  - verjaardag van de Bodhisattva Avalokiteshvara
  - Ullambana
  - Abhidhamma dag
  - Anapanasati dag
  - Pavarana (oktober)
  - Kathina (oktober - november)

### Christelijke feest- en gedenkdagen
- Kerstmis
- Maria-Lichtmis
- Carnaval of Vastenavond
- Pasen
- Hemelvaartsdag
- Pinksteren
- Maria-Tenhemelopneming (15 augustus) (rooms-katholiek)
- Biddag voor Gewas en Arbeid (Ned.- Protestants), tweede woensdag in maart.
- Dankdag voor Gewas en Arbeid (Ned.- Protestants), eerste woensdag in november.
- Thanksgiving Day (Verenigde Staten)
- Hervormingsdag (luthers; Slovenië, Chili, regionaal Duitsland)

### Hindoeïstische feest- en gedenkdagen
- Divali of Dipavali
- Holi-Phagwa

### Islamitische feest- en gedenkdagen
- Suikerfeest, afsluiting van de vastenmaand ramadan
- Offerfeest, afsluiting van de hadj en herinnering aan het Offer van Abrahams zoon door Abraham

Daarnaast worden de volgende dagen door verschillende groeperingen in acht genomen:
- Asjoera, herdenking van de Slag bij Karbala en de Uittocht uit Egypte van Mozes
- Isra en Mi'raj, de nacht van de Hemelreis door Mohammed
- Laylat al-Qadr, de nacht van de openbaring van de Koran
- Mawlid an-Nabi, de geboortedag van Mohammed

### Joodse feest- en gedenkdagen
- Toe Biesjwat, Nieuwjaar van de Bomen, januari-februari
- Poerim, Lotenfeest, januari-februari
- Pesach, joods Pasen, maart-april
- Sjavoeot, Wekenfeest, mei-juni
- Tisja be'Aaw, verwoesting van de Eerste en Tweede Tempel, juli-augustus
- Rosj Hasjana, joods Nieuwjaar, september-oktober
- Jom Kipoer, Grote Verzoendag, september-oktober
- Soekot, Loofhuttenfeest, september-oktober
- Simchat Thora, Vreugde van de Wet, september-oktober
- Chanoeka, Feest van de Lichtjes, november-december

### Oude Germaanse feestdagen
- 21 december: Joelfeest | Midwinter
- 21 maart: Ostara | Lente-equinox
- 21 juni: Litha | Midzomer
- 23 september: Mabon | Herfst-equinox

### Oude Keltische feestdagen
- 31 oktober: Samhain
- 02 februari: Imbolc
- 30 april: Beltane
- 01 augustus: Lammas | Lughnasadh

### Pastafaristische feestdagen
- Elke vrijdag

## Persoonlijke feestdagen
- Verjaardag
- Naamdag
- Huwelijksverjaardag
- Moederdag
- Vaderdag

## Regionale feestdagen
- Alkmaars Ontzet
- Luilak
- Gronings Ontzet
- Leidens Ontzet
- Inname van Den Briel

## Voormalige feestdagen
- Hartjesdag

## (Inter)nationale themadagen en -weken
Tussen 1 januari en 31 december zijn er verscheidene themadagen en themaweken door (inter-)nationale organisaties als de Verenigde Naties of de Europese Unie of de Raad van Europa vastgesteld. 

In Nederland of Vlaanderen/België wordt daar veelal op ingehaakt, soms zijn er ook eigen nationale themadagen en -weken.
- Nederlandse (inter)nationale themadagen en -weken

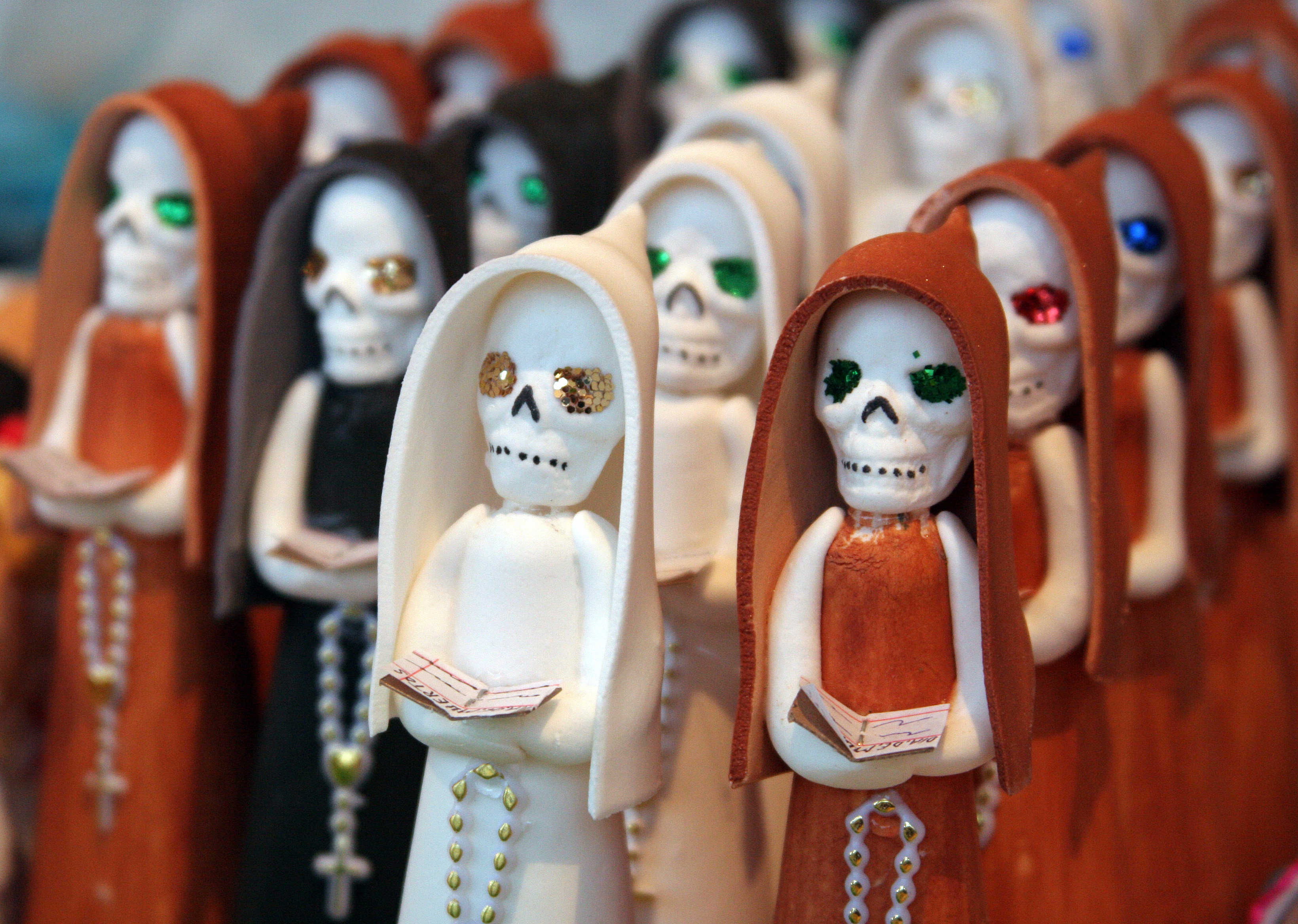
Suikerfiguurtjes voor de viering van de Dag van de Doden
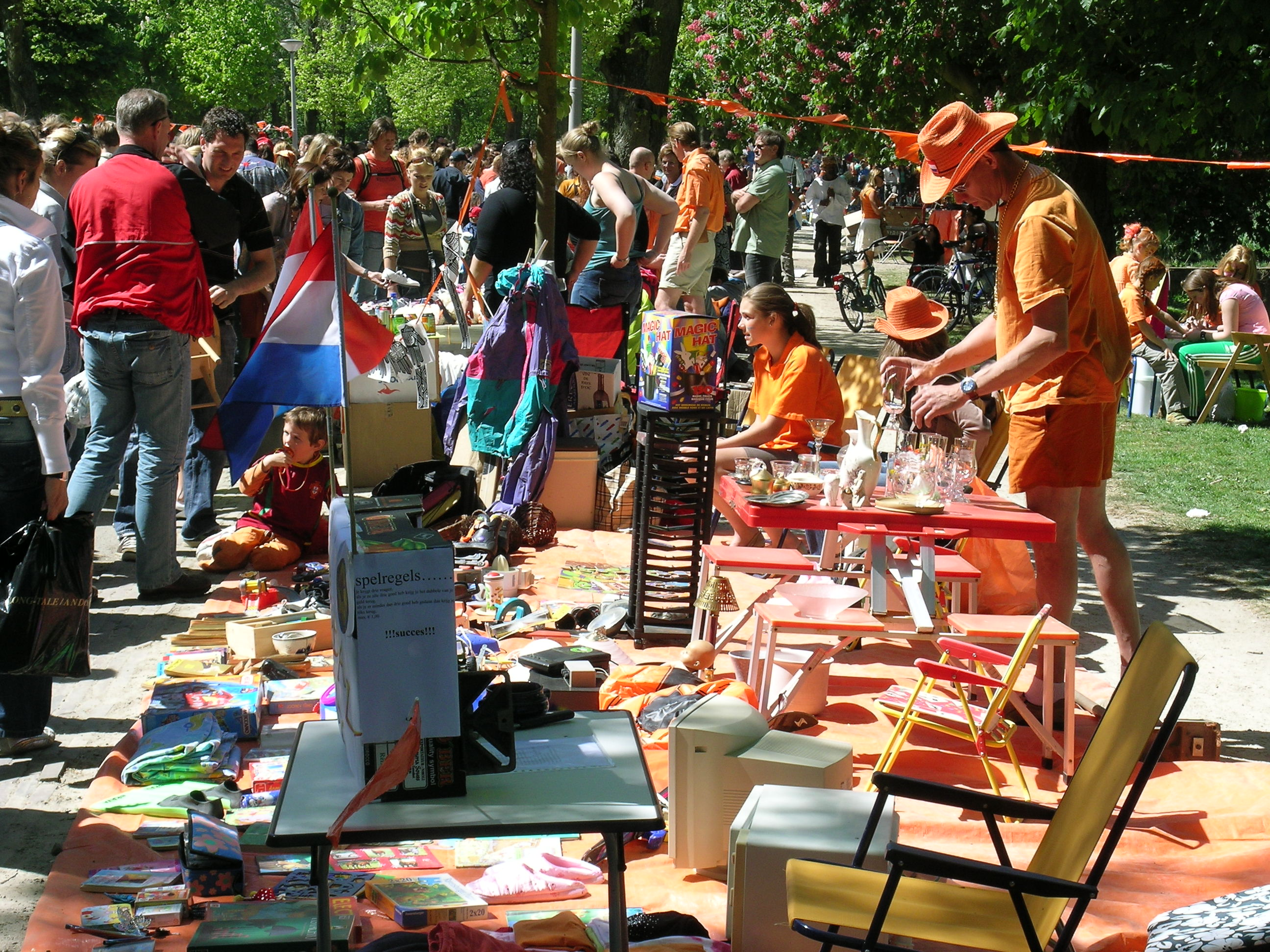
Vrijmarkt op Koninginnedag
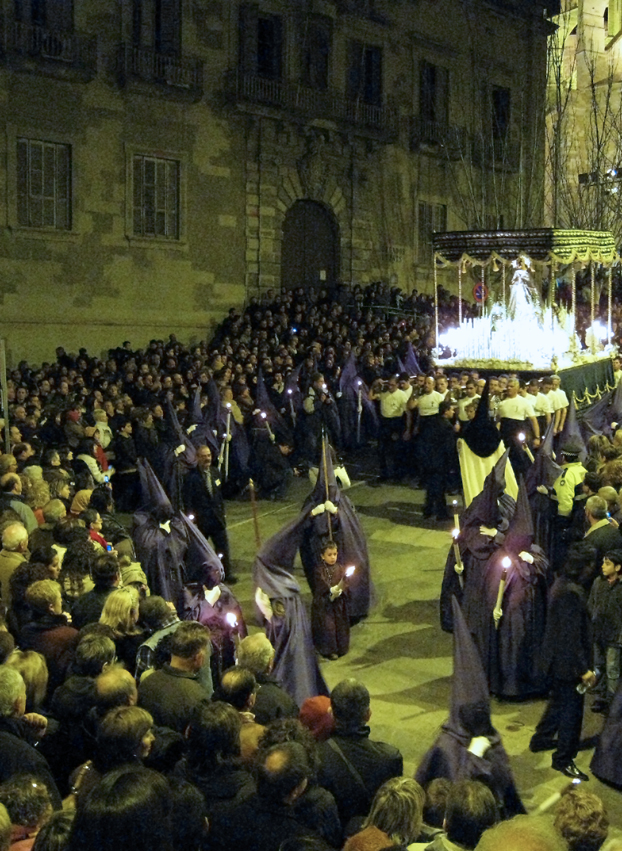
Processie op Goede Vrijdag
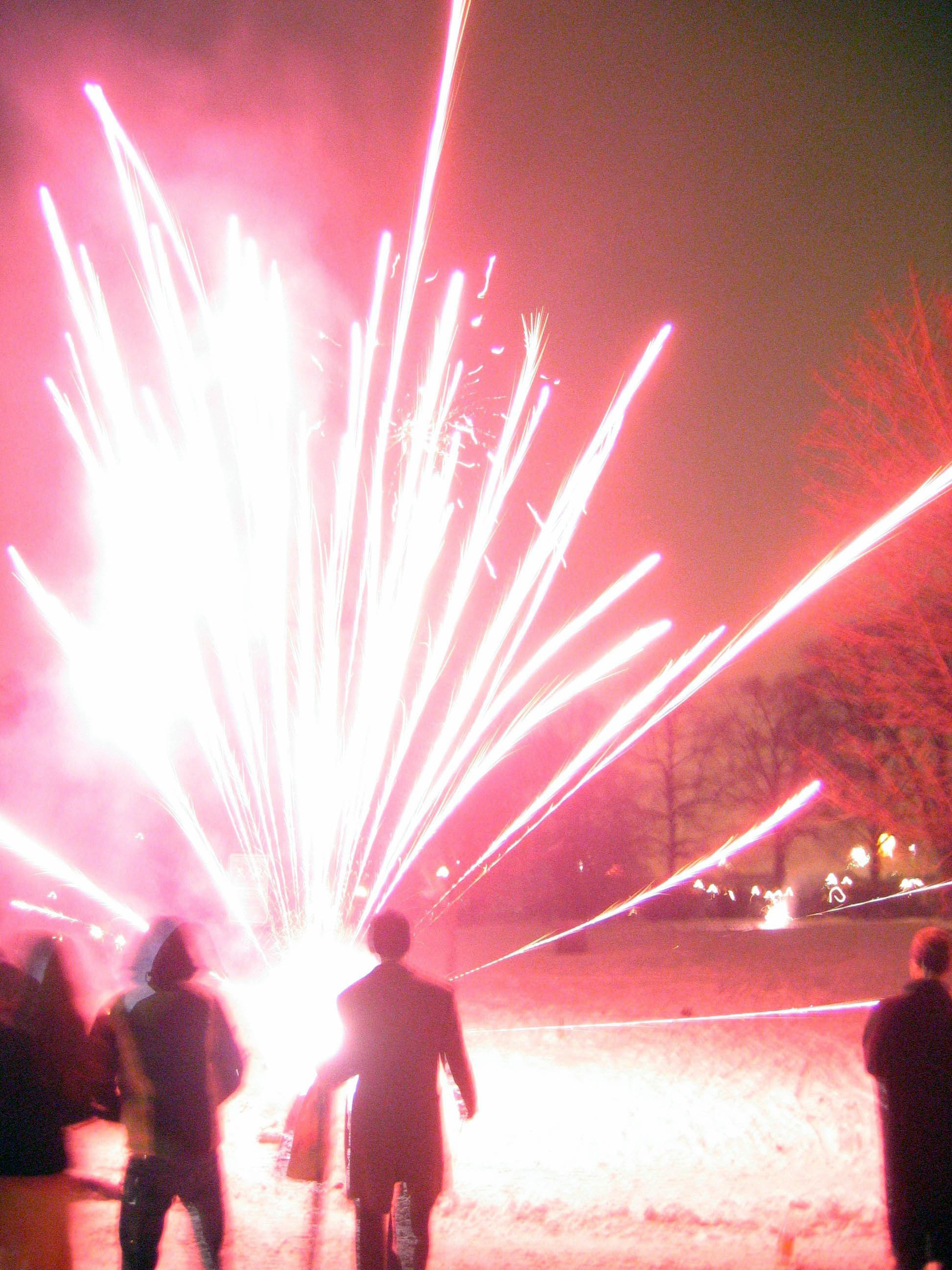
Vuurwerk tijdens Nieuwjaar
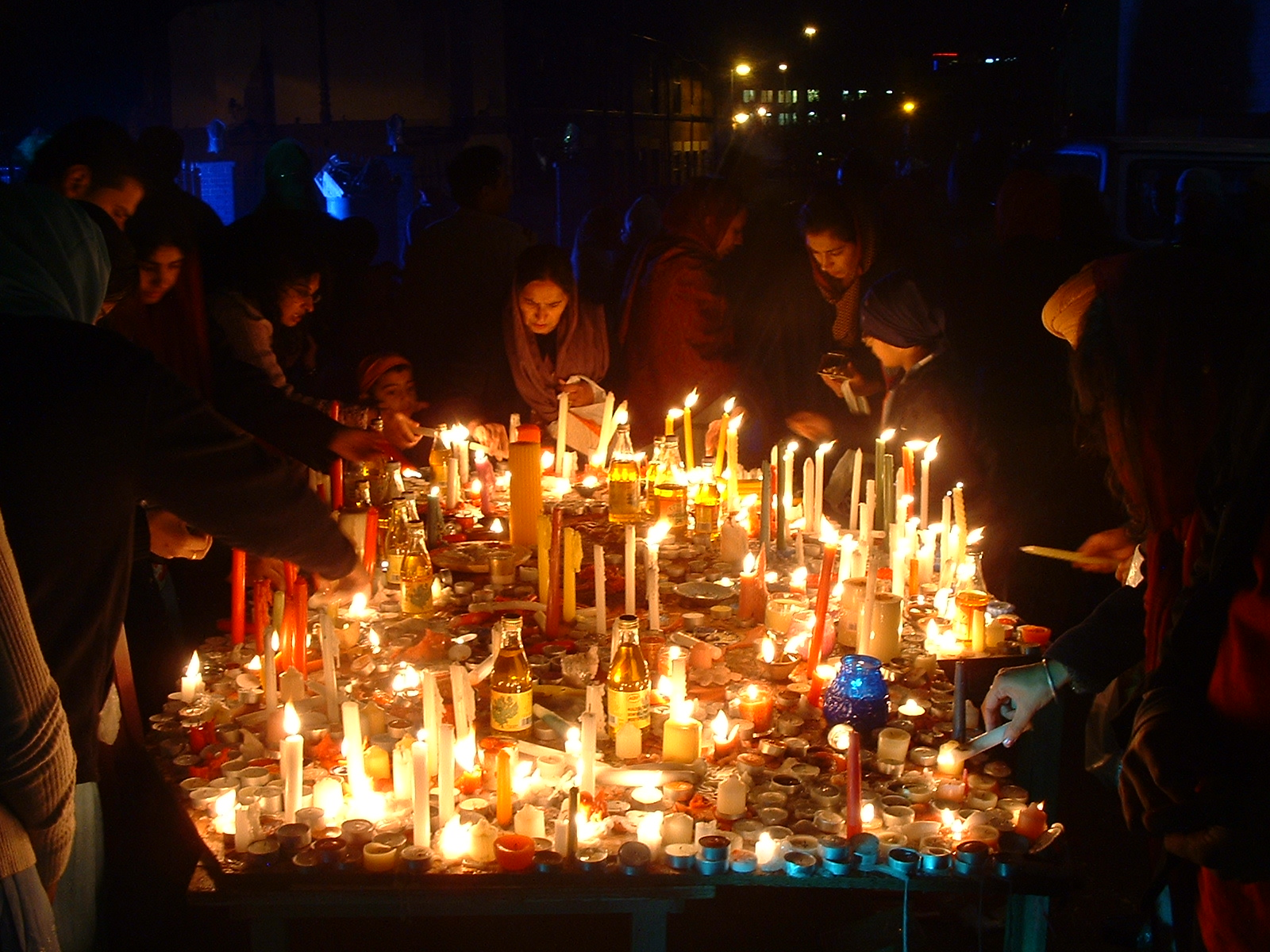
Het aansteken van kaarsen tijdens Divali
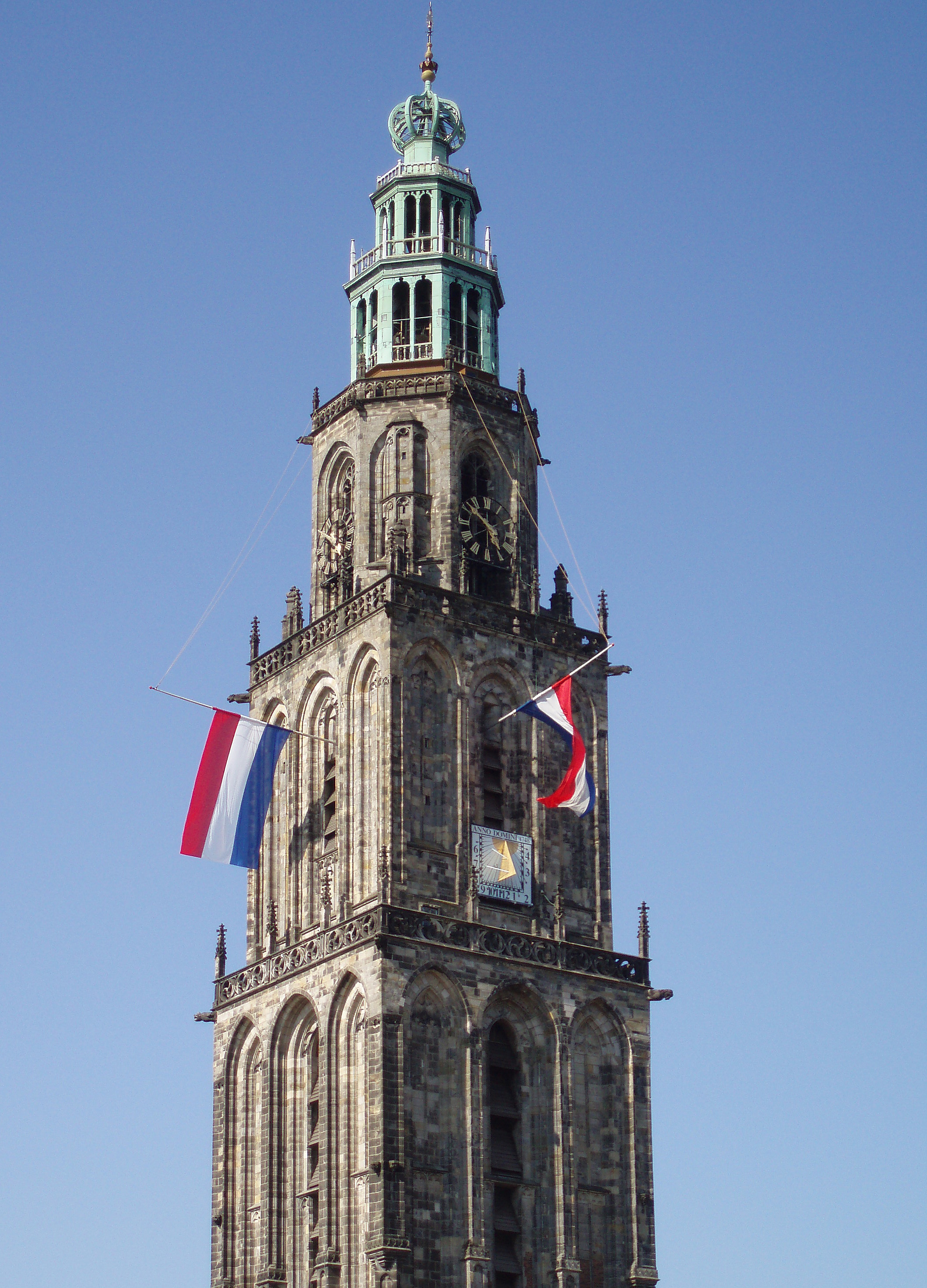
De vlag halfstok tijdens de Nationale Dodenherdenking
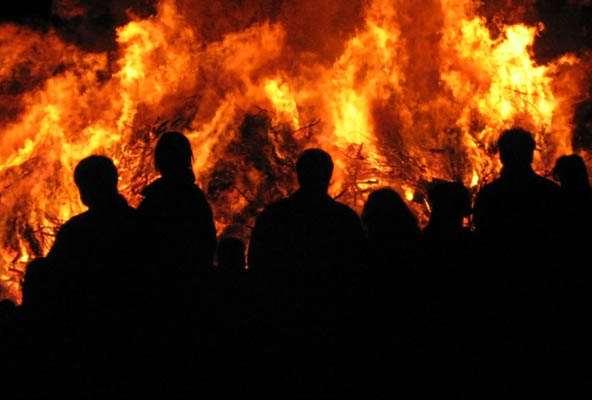
Een paasvuur tijdens Pasen
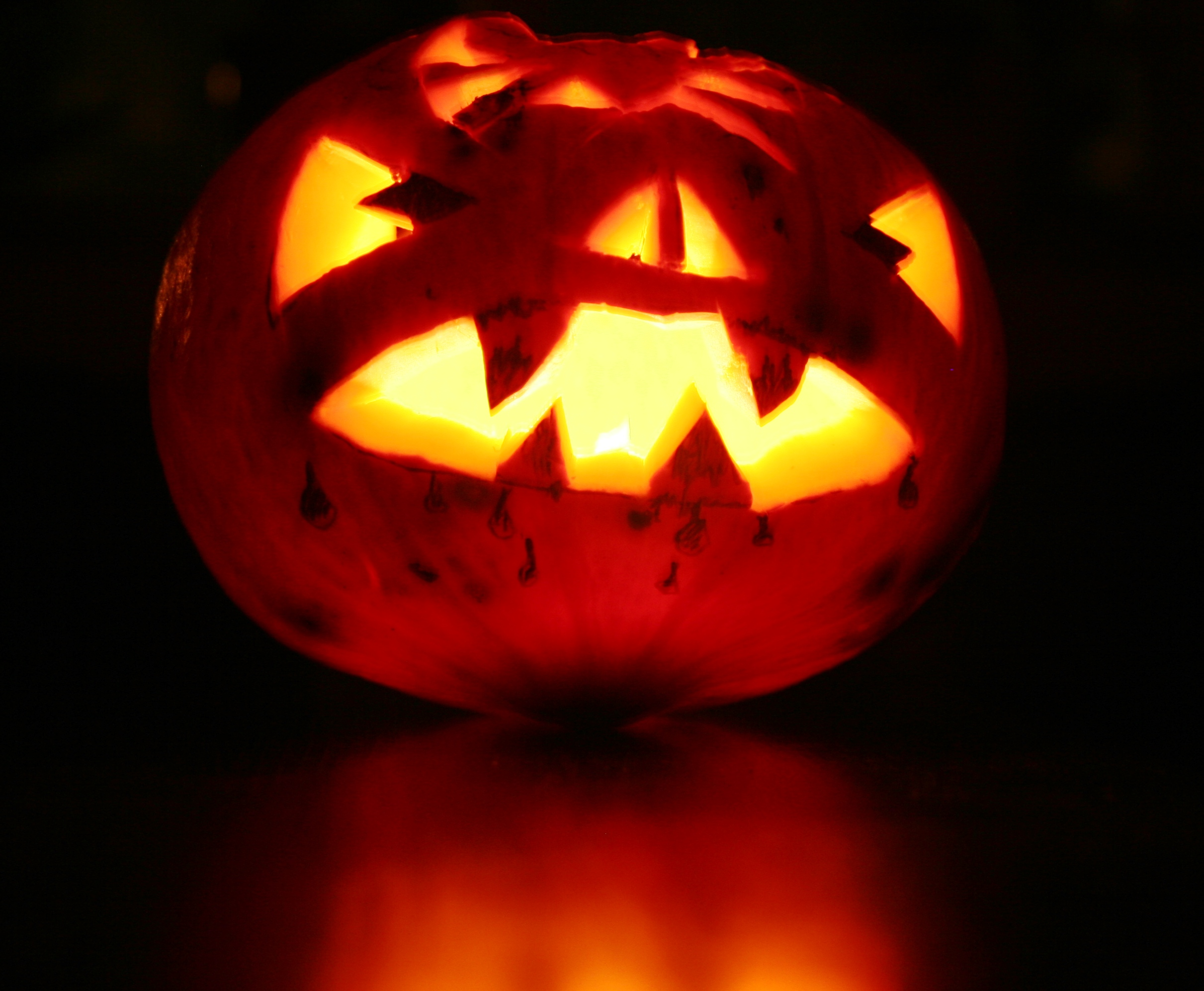
Jack-o'-lantern tijdens Halloween
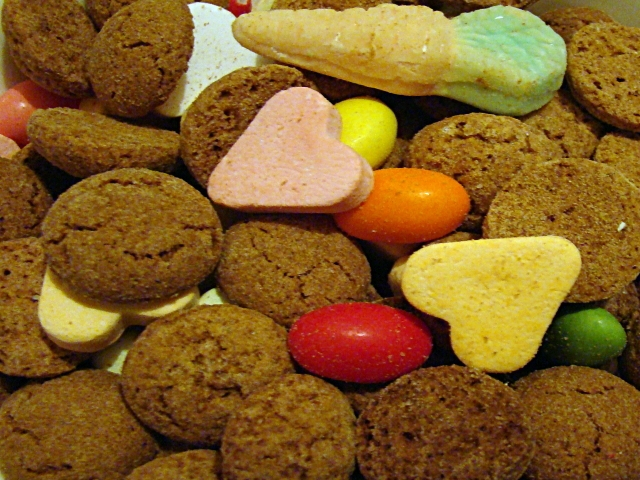
Strooigoed tijdens Sinterklaas
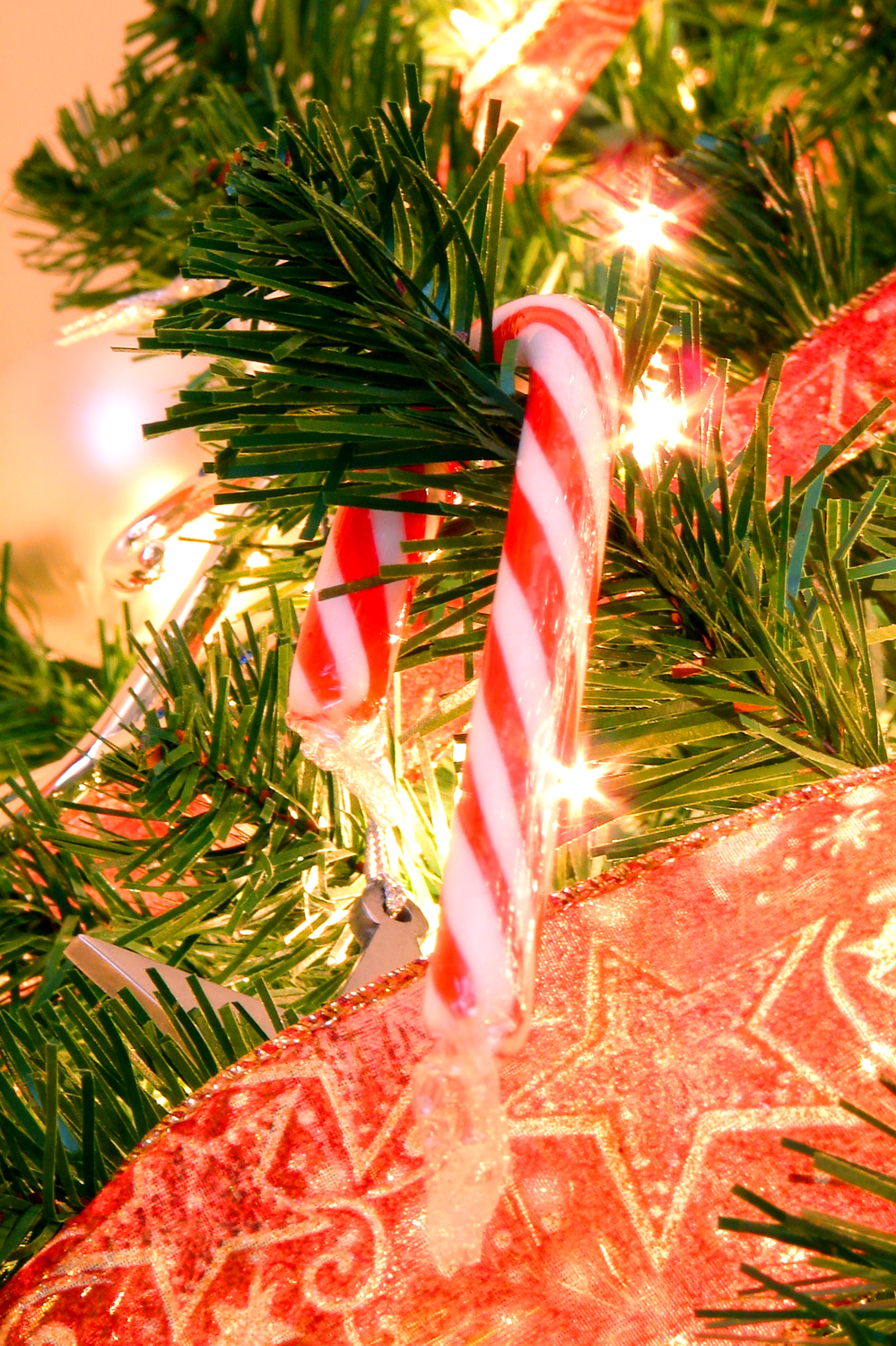
Snoepgoed in de kerstboom
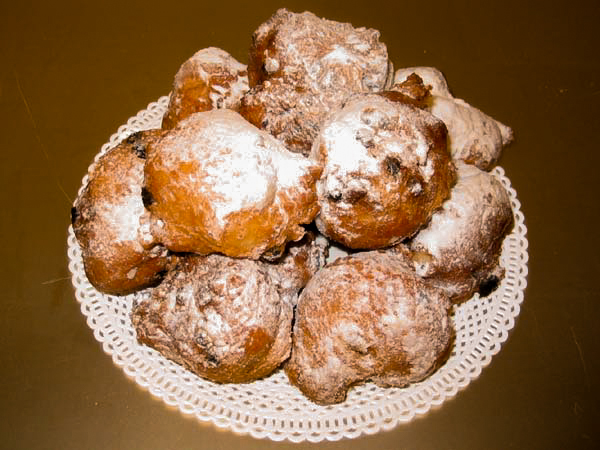
Oliebollen tijdens Oudejaarsavond
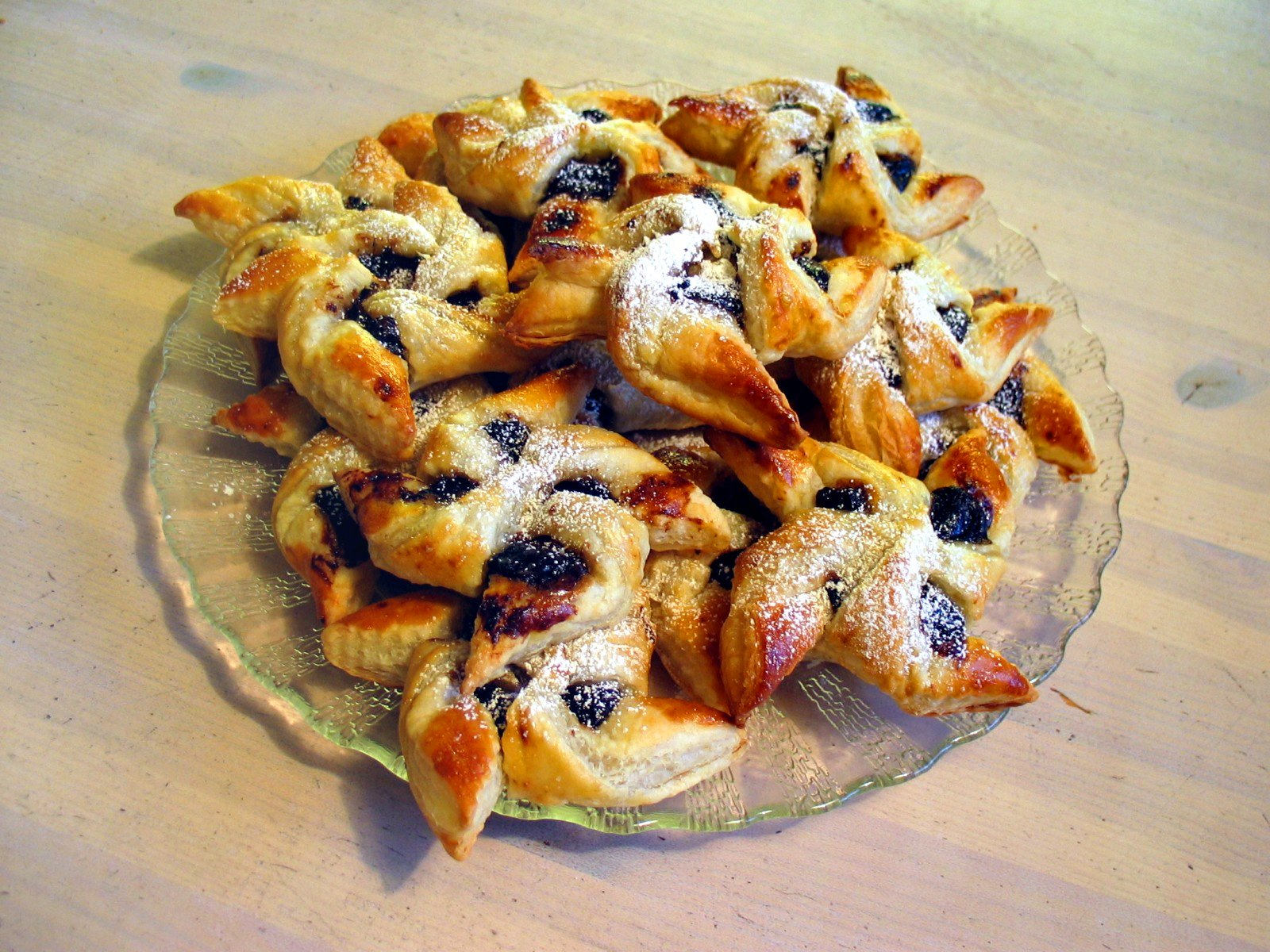
Jultårta tijdens Jul in Finland